# Lorentz Dietrichson
Lorentz Henrik Segelcke Dietrichson (født 1. januar 1834 i Bergen, død 6. marts 1917 i Kristiania) var en norsk kunsthistoriker og forfatter, gift med Johanne Mathilde Bonnevie.

## Liv og virke
Han blev student i 1853 og tog levende og virksom del i sin tids studenterliv med dets æstetiske og skandinaviske interesser, mens han mindre ivrig dyrkede sit påbegyndte teologiske studium, som han også efter en tids forløb ombyttede med fagstudiet litteratur og æstetik. Da Stortinget i 1857 under indflydelse af datidens skandinavisme havde bevilget et universitetsstipendium i nordisk litteratur, hvortil han selv samme år havde ydet sit bidrag i det episke digt Olaf Liljekrands, konkurrerede han til denne stilling med en afhandling Læredigtet i Nordens poetiske Litteratyr (udgiven i Stockholm 1860), men uden at opnå stillingen.
Han rejste så 1859 til Uppsala, ved hvis universitet han kort efter holdt en række Forelæsninger over Danmarks Litteratur i vort Aarhundrede (1860), som vakte stor begejstring, og som selv var udslag af en ung og ædel begejstring for en poesi, af hvis udvikling efter Oehlenschläger der den gang ikke fandtes nogen samlet fremstilling i nordisk litteratur. Året efter blev han ansat som docent ved Uppsala Universitet, hvor han dernæst i en række forelæsninger gav en lignende Indledning i Studiet af Sveriges Litteratur i vort Aarhundrede (1862).
Imidlertid bestemte han sig i 1862 til at forlade litteraturhistorien for helt at ofre sig for kunsthistoriske studier, som lå hans interesser nærmere. Samme år giftede han sig med malerinden Johanne Mathilde Bonnevie og drog i efteråret 1862 på en længere rejse til syden, over München og Venedig til Rom, hvor han var bosat til 1865. Det følgende tiår 1866-1876 var han på ny ved bopæl, borgerlige stillinger og venskabsforbindelser (med blandt andre den kunstelskende Karl 15.) knyttet til Sverige, hvor han fra 1866 var amanuensis ved Nationalmuseet og lærer ved Kunstakademiet i Stockholm, ved hvilket han 1869 blev ekstraordinær professor.
I Stockholm var han en meget populær personlighed, der øvede en vidtstrakt indflydelse gennem sine forelæsninger og skrifter såvel som ved sin deltagelse i alle foretagender, der arbejdede for kunstens samvirken med håndværket og det daglige liv (gennem Sløjdskolen og Sløjdforeningens Kunstindustrimuseum, Foreningen for Haandarbejdets Venner og det af ham grundlagte "Tidskrift for bildande konst", hvortil han knyttede en skole for raderkunst under ledelse af den hollandske kobberstikker Lowenstam).
Da Stortinget 1875 havde bevilget en gage for ham som ekstraordinær professor i kunsthistorie ved Kristiania Universitet, tog han selvfølgelig med glæde mod denne kaldelse og har senere fortsat sin virksomhed i fødelandets hovedstad, hvor han også havde betydelig del i oprettelsen af Kunstindustrimuseet og af Kobberstiksamlingen samt i styrelsen af Skulpturmuseet og Nationalgalleriet. Han var ofte og længe på rejser i fremmede lande for at studere disses kunstsamlinger, i offentlige og private gallerier, således foretog han, efter sit første flerårige ophold i Italien, to sådanne rejser, der satte sig spor i form af større litterære arbejder: 1880-1881 til Italien, Grækenland (Olympia), Palæstina og Ægypten og 1884 til Rusland, Polen, Schlesien og England for at studere den middelalderlige trækirkearkitektur.
Han nåede at besøge næsten alle Europas lande og virkede som populær foredragsholder over emner af skønlitteratur, kunsthistorie og kunstindustri i næsten alle større byer i Norge, Sverige og Finland. Hans forfattervirksomhed var lige så udstrakt som hans rejser. Han skrev som digter lystige viser (Samfundsviser af Jørgen Latiner, 1859), rejseskildringer og kauserier (Fra min Vandringstid, 1-3; 1875-77 og i svensk udgave 1873-75), episk-polemiske digte (Kivleslaatten [1.-2. oplag, 1879]), højtstemte kantater og dramatiske arbejder (Madonnabilden, 1870, En arbetare, 1872, også på norsk og tysk, Karl Folkunge, 1874), som blev opført med bifald på de store nordiske scener.
Her kan også nævnes hans livlige og elskværdig fortalte livserindringer: Svundne Tider (3 bind, 1896-1901). Blandt hans litteraturhistoriske skrifter må, foruden de oven for omtalte ungdomsarbejder, nævnes Omrids af den norske Poesis Historie (1.-2. del 1866-69) og hans biografi af J.L. Runeberg (1864), hvortil han delvis hentede stof ved samvær med digteren selv. Vigtigst er dog hans kunsthistoriske forfatterskab. Af hans populære oversigtsarbejder må fremhæves Det skönas verld (2 bind, 1872-79), Fra Kunstens Verden (1885) og Vore Fædres Værk. Norges Kunst i Middelalderen (1906). Hans videnskabelige produktion, der udmærkede sig ved sin behagelige fremstilling, var præget af stor lærdom og spændte over mange forskellige felter.
Han har behandlet antik kunst, saaledes i Antinoos, eine kunstarchäologische Untersuchung (1883, universitetsprogram), har skrevet en ikonografisk studie Kristusbilledet (1880), et Omrids af den kirkelige Kunstarkæologi (1902) og en monografi over Michelagniolo (1880). Af større betydning var imidlertid hans bidrag til Norges hjemlige kunsthistorie, specielt må fremhæves "De norske Stavkirker" (1891-92), der, selv om dets resultater delvis nu er forældede, dog er af grundlæggende værd. Videre må nævnes det store pragtværk Monumenta Orcadica. Nordmændene paa Orknøerne og deres efterladte Mindesmærker (sammen med arkitekt Johan Meyer, 1906), plancheværket Die Holzbaukunst Norwegens (sammen med arkitekt Holm Munthe, 1893) og Den norske Træskærerkunst (1878).
Den nyere tids kunsthistorie behandlede han blandt andet i monografien over "Den norske Elfenbensskærer Magnus Berg" (1912), og den periode af norsk kunst, som han selv stod nærmest, nationalromantikken omkring midten af 19. århundrede, fik han belyst i sin sympatiske skildring af Adolf Tidemand, hans Liv og Værker (1878-79) og i sin indledning til pragtværket Af Hans Gudes Liv og Værker (kunstnerens selvbiografi, 1899). Endelig kan nævnes Det norske Nationalgaleri, dets Tilblivelse og Udvikling (1887). Kunsthistorisk Forening i Kristiania hyldede ham på hans 75-års fødselsdag med et festskrift, Kunst og Kultur (1908). Et 4. bind af Svundne Tider udkom posthumt i 1917.
På hans grav på Vår Frelsers gravlund blev der den 23. november 1924 rejst et monument med Gustav Vigelands buste af Dietrichson.